# روبرت موريس (مؤلف)
روبرت موريس (بالإنجليزية: Robert Morris)‏ (25 مايو 1950، أورلاندو في الولايات المتحدة)؛ صحفي وروائي أمريكي. درس في جامعة فلوريدا.